# 天文镇
天文镇，是中华人民共和国贵州省黔南布依族苗族自治州瓮安县下辖的一个乡镇级行政单位。

## 行政区划
天文镇下辖以下地区：
天文村、玉屏村和乌江村。